# Kvašnino (Oblast' autonoma ebraica)
Kvašnino (in lingua russa Квашнино) è un centro abitato dell'Oblast' autonoma ebraica, situato nel Leninskij rajon.